# Julien Delbouis
Julien Delbouis (Francia, 4 de agosto de 1999) es un jugador profesional francés de rugby que se desempeña en la posición de centro interior en Stade Français Paris, equipo perteneciente a la liga Top 14.

## Carrera
Delbouis es un jugador de formación francesa (JIFF). Comenzó su carrera deportiva con el equipo US Métro, en el cual jugó siete temporadas (2004-2011), después pasó a Rugby Club Massy Essonne (2011-2018), luego a Stade Français Paris, donde lleva jugando seis temporadas.